# Michael Dertouzos
Michael Leonidas Dertouzos (grekiska: Μιχαήλ Λεωνίδας Δερτούζος), född 5 november 1936, död 27 augusti 2001, var professor vid Massachusetts Institute of Technology och ledare för deras Laboratorium för datavetenskap (LCS) från 1974 till 2001.
LCS var delaktiga i skapandet av bland annat RSA-kryptering, kalkylblad, X-Window System, och Internet. Dertouzos stöttade GNU-projektet. 